# Llegenda de la Serena
La llegenda de la Serena, ubicada a les serres de Pàndols i Cavalls (comarca de la Terra Alta, Catalunya), narra la història d'una bella jove que es transformà en un ésser híbrid -meitat dona, meitat ocell- a causa d'un desengany amorós. Amb una llarga cabellera rogenca, un bec petit i corbat, unes garres de moixó i dues ales de plomatge marró, se la descriu com una depredadora, una bèstia ferotge que atacava els ramats dels pastors. Però també se la coneix perquè tocava l'arpa per atraure els homes a les nits de lluna plena. Enganyats pel so dolç de l'instrument, s'acostaven cap a ella enamorats per la música, i queien en una estat de somnolència del qual no despertaven mai més.

## Origen i recuperació
El personatge de la Serena apareix descrit en els bestiaris catalans que es conserven actualment. Datats entre els segles XIV i XVI, en deriven: cinc dels textos toscans -el Bestiario toscano-, d'un no es pot precisar l'origen, i el darrer correspon al Livre dou Trésor de Brunetto Latini, traduït per Guillem de Copons al s. XV.
Fou a la dècada dels seixanta quan aparegué l'edició Bestiaris a cura de Saverio Panunzio, un estudi sobre la tradició textual d'aquests tractats didàctics i morals transcrits en dos texts diferents, la versió A i B, i en un tercer anomenat G. En les dues primeres versions se'n descriu el personatge de la Serena.
En un volum i altre es recopila la mateixa història, si bé presenten diferències en la redacció del text: s'escriu Çerena en el volum A, Cerena o Serena en el volum B; i en el contingut de la informació, de tal forma la versió B afegeix una major caracterització simbolicodidàctica del personatge.
A continuació se n'exposa la definició:
"La Serena és una criatura molt maravelosa, e són-ne de tres maneres: la una és mig pex, e l'altra meitat és semblant de fembra; l'altre és mig ocell e mig fembra; la tercera és mig cavall e mig fembra. Aquela que és feta en loch de pex e de fembra à tant dolça veu que totom que la hoya cantar s'i acosta volenter perquè la oja cantar, e plau-li tant la veu del seu cant que s'i adorm; e com la Cerena conex que l'hom és adormit, ve-li desús e osiu-lo [ço és, que·l mate]. E quela que és mig oçell e mig fembra fa un ço de arpa tant dolç que tothom ve a hoir volenterós aquel ço, e plau ha hom tant, que adormse tot qui·l va a hoir; e axí matex aquesta Serena l'osiu. E aquella que és mig caval e mig fembra fa un tant dolç so de trompa que totom la vol hoir volentés; e com l'ome és adormit per la dolçor de la trompa, la Serena l'ossiu axí matex.
Aquestes serenes podem nós acomparar a les àvols fembres, vills e de vil conditió, que enganyen als hòmens los quals se anamoren d'elles, y és per belea de cos [o per belles paraules que elles los diuen], o per paraules ingenioses que·ls diguen, ho en altra manera que elles puguen enganyar a l'home; leshores l'ome se pot tenir per mort. [Car, sí s'és que, quant a Déu, mort és si les creu]; així com diu en algun loch: qui tothom qui lexa la amor de Déu per amor de la fembra, pot dir verament que és en mal port arribat; e si per son peccat mor en aquell estament, pot ben saber que serà perdut en cos e en ànima".
Panunzio, S.(1963): XVII De la Serena. Bestiaris II (versió B). Barcelona: Editorial Barcino.
Conforme al bestiari català, la protagonista conjuga la bondat i malesa que podia tenir una dona segons l'imaginari medieval. El contingut al·legòric i moralitzador reprova l'atracció per la bellesa i castiga els homes amb la mort quan se'n senten atrets per la seva música. Aquest missatge, però, no correspon al que s'ha transmès en la llegenda que se n'explica a Gandesa. Malgrat que es manté la connotació eròtica del personatge i les seves armes contra el sexe masculí, la història s'explica remarcant-ne més la seva ferocitat i convertint-la en un objecte de temor. Tanmateix, l'ús principal de la llegenda ha desaparegut actualment, ja que antigament s'explicava en l'àmbit familiar per espantar els xiquets, a qui se’ls amenaçava dient-los que, si no es portaven bé, se’ls enduria la bèstia. En canvi, avui en dia els gandesans la coneixen per l'escola, on s'explica la llegenda amb el conte infantil d'Àngels Cid.
El fet és que a finals dels anys 70 eren poques les persones que en coneixien la llegenda. Fou el gandesà Mateu Aubà qui s'interessà a recuperar-la, davant la possibilitat que pogués perdre’s. Unes dones grans del poble li la transmeteren. Posteriorment, es creà una entitat cultural amb el mateix nom. L'associació tenia com a mètode de difusió una revista que prenia el mateix títol, la Serena. Temps després, l'associació emplaçà una escultura de la Serena al carrer Miravet de Gandesa, on consta una placa amb la seva explicació. La informació reconstrueix la llegenda amb totes les aportacions. Per acabar, l'any 2013, impulsat pel mateix Mateu Aubà i finançat per l'ajuntament de la població, es realitzà un conte infantil a càrrec de la il·lustradora Àngels Cid. En l'obra es dona a conèixer la llegenda i se li afegeix un nou personatge, un jove pastor anomenat Gori. Aquesta nova incorporació serveix per a crear un fil narratiu que ajuda a concloure feliçment la història, destinada als més petits.
Amb la publicació del relat infantil, es recuperà definitivament la llegenda de la Serena. L'escola li dedicà una setmana cultural i des d'aleshores els mestres l'expliquen als xiquets.